# Нейский район
Нейский район — административно-территориальная единица (район) и упразднённое муниципальное образование муниципальный район город Нея и Нейский район в центре Костромской области России.
Административный центр — город Нея (в рамках местного самоуправления входит в муниципальное образование, в рамках административно-территориального устройства обладает статусом города областного значения).
Законом Костромской области от 18 марта 2021 года № 65-7-ЗКО муниципальный район город Нея и Нейский район и входившие в его состав городское поселение город Нея и сельские поселения к 29 марта 2021 года были преобразованы в Нейский муниципальный округ.

## География
Площадь муниципального района — 2657 км² (административного 2425,54 км²). Основные реки — Нея, Нельша, Шуя.

## История
Нейский район образован в апреле 1929 года в составе Костромского округа Ивановской Промышленной области. 31 марта 1936 года передан в состав вновь образованной Ярославской области. С 13 августа 1944 года — в составе Костромской области.
Законом Костромской области от 30 декабря 2004 года было образовано объединённое муниципальное образование муниципальный район город Нея и Нейский район, в составе которого выделены 12 муниципальных образований нижнего уровня: 11 сельских поселений и 1 городское поселение (город Нея).
Законом Костромской области от 09 февраля 2007 года Нейский район продолжает существовать как административно-территориальная единица области, при этом Нея сохраняет статус города областного значения.
Законом Костромской области от 18 марта 2021 года № 65-7-ЗКО муниципальный район город Нея и Нейский район и входившие в его состав городское поселение город Нея и сельские поселения к 29 марта 2021 года были преобразованы в Нейский муниципальный округ.

## Население
| 2002    | 2008    | 2009    | 2010    | 2011    | 2012    | 2013    | 2014    | 2015    |
| ------- | ------- | ------- | ------- | ------- | ------- | ------- | ------- | ------- |
| 6018    | ↘4745   | ↗15 914 | ↘14 152 | ↘14 103 | ↘13 806 | ↘13 436 | ↘13 144 | ↘12 904 |
| 2016    | 2017    | 2018    | 2019    | 2020    | 2021    |         |         |         |
| ↘12 643 | ↘12 476 | ↘12 232 | ↘11 904 | ↘11 673 | ↘10 401 |         |         |         |

### Урбанизация
В городских условиях (город Нея) проживают 75,15 % населения района.

### Национальный состав
По итогам переписи населения 2020 года проживали следующие национальности (национальности менее 0,1 % и другое, см. в сноске к строке «Другие»):
| Национальность | Численность, чел. | Доля     |
| -------------- | ----------------- | -------- |
| Русские        | 10 095            | 97,06 %  |
| Украинцы       | 40                | 0,38 %   |
| Азербайджанцы  | 12                | 0,12 %   |
| Молдаване      | 11                | 0,11 %   |
| Другие         | 243               | 2,33 %   |
| Итого          | 10 401            | 100,00 % |

## Административное деление
Нейский район как административно-территориальная единица включает 7 поселений, при этом Нея имеет статус города областного значения.
В город Нея и Нейский район как муниципальный район входили 8 муниципальных образований, в том числе 1 городское и 7 сельских поселений:
| №        | Муниципальное образование до 29.03.2021 | Административный центр | Количество населённых пунктов | Население | Площадь, км2 |
| -------- | --------------------------------------- | ---------------------- | ----------------------------- | --------- | ------------ |
| 1e-06    | Городское поселение:                    |                        |                               |           |              |
| 1        | город Нея                               | город Нея              | 1                             | ↘8573     | 16,11        |
| 1.000002 | Сельские поселения:                     |                        |                               |           |              |
| 2        | Еленское сельское поселение             | посёлок Еленский       | 1                             | ↘574      | 59,62        |
| 3        | Коткишевское сельское поселение         | село Коткишево         | 14                            | ↗266      | 230,50       |
| 4        | Кужбальское сельское поселение          | село Кужбал            | 34                            | ↘523      | 1138,20      |
| 5        | Михалёвское сельское поселение          | село Михали            | 5                             | ↘452      | 336,20       |
| 6        | Номженское сельское поселение           | посёлок Номжа          | 1                             | ↘570      | 112,50       |
| 7        | Солтановское сельское поселение         | село Солтаново         | 34                            | ↘313      | 532,31       |
| 8        | Тотомицкое сельское поселение           | посёлок Тотомица       | 4                             | ↘402      | 16,21        |

Законом Костромской области от 8 декабря 2010 года были упразднены: Ёлкинское и Обелевское сельские поселения (влиты в Солтановское сельское поселение); а также Фуфаевское сельское поселение (влито в Кужбальское сельское поселение).
Законом Костромской области от 16 июля 2018 года было упразднено Вожеровское сельское поселение, влитое в Кужбальское сельское поселение.

## Населённые пункты
В Нейском районе (включая город Нея) 67 населённых пунктов.
| №  | Населённый пункт | Тип     | Население | Муниципальное образование       |
| -- | ---------------- | ------- | --------- | ------------------------------- |
| 1  | Абросимово       | посёлок | ↘218      | Михалёвское сельское поселение  |
| 2  | Алексеевское     | деревня | ↘1        | Коткишевское сельское поселение |
| 3  | Афонасово        | деревня | →6        | Кужбальское сельское поселение  |
| 4  | Бабино           | деревня | ↗11       | Солтановское сельское поселение |
| 5  | Баскаково        | деревня | ↗5        | Солтановское сельское поселение |
| 6  | Большая Липовица | деревня | ↗19       | Кужбальское сельское поселение  |
| 7  | Большая Пасьма   | деревня | ↘1        | Кужбальское сельское поселение  |
| 8  | Боярское         | деревня | ↘1        | Солтановское сельское поселение |
| 9  | Брениха          | деревня | →0        | Кужбальское сельское поселение  |
| 10 | Бугино           | деревня | ↘2        | Солтановское сельское поселение |
| 11 | Буслаево         | деревня | ↗5        | Солтановское сельское поселение |
| 12 | Ванеево          | деревня | ↗22       | Коткишевское сельское поселение |
| 13 | Великово         | деревня | ↘3        | Коткишевское сельское поселение |
| 14 | Вожерово         | село    | ↗231      | Кужбальское сельское поселение  |
| 15 | Гаврино          | деревня | ↘11       | Кужбальское сельское поселение  |
| 16 | Глебово          | деревня | ↘4        | Солтановское сельское поселение |
| 17 | Горевое          | деревня | →0        | Коткишевское сельское поселение |
| 18 | Гридкино         | деревня | →0        | Коткишевское сельское поселение |
| 19 | ГЭС              | посёлок | ↗1        | Коткишевское сельское поселение |
| 20 | Даровинки        | деревня | ↘0        | Кужбальское сельское поселение  |
| 21 | Дементьево       | деревня | ↗2        | Коткишевское сельское поселение |
| 22 | Домниково        | деревня | ↗8        | Кужбальское сельское поселение  |
| 23 | Дорофеево        | деревня | ↘4        | Коткишевское сельское поселение |
| 24 | Думалово         | деревня | →0        | Солтановское сельское поселение |
| 25 | Дьяконово        | деревня | ↗187      | Солтановское сельское поселение |
| 26 | Еленский         | посёлок | ↘574      | Еленское сельское поселение     |
| 27 | Елино            | деревня | ↗58       | Коткишевское сельское поселение |
| 28 | Ёлкино           | село    | 0         | Солтановское сельское поселение |
| 29 | Заингирь         | деревня | →10       | Кужбальское сельское поселение  |
| 30 | Заингирь         | село    | ↗44       | Кужбальское сельское поселение  |
| 31 | Ивановское       | деревня | ↗28       | Кужбальское сельское поселение  |
| 32 | Каплино          | деревня | ↗21       | Тотомицкое сельское поселение   |
| 33 | Карпиково        | деревня | ↗1        | Солтановское сельское поселение |
| 34 | Кокуево          | деревня | ↗47       | Михалёвское сельское поселение  |
| 35 | Коммунар         | посёлок | ↗179      | Солтановское сельское поселение |
| 36 | Конново          | деревня | →14       | Кужбальское сельское поселение  |
| 37 | Коршуново        | деревня | ↗1        | Солтановское сельское поселение |
| 38 | Коткишево        | село    | ↗300      | Коткишевское сельское поселение |
| 39 | Красная Осыпь    | посёлок | →104      | Кужбальское сельское поселение  |
| 40 | Кужбал           | село    | ↘339      | Кужбальское сельское поселение  |
| 41 | Липовка          | посёлок | ↗32       | Тотомицкое сельское поселение   |
| 42 | Михалево         | деревня | ↗40       | Кужбальское сельское поселение  |
| 43 | Михали           | село    | ↘219      | Михалёвское сельское поселение  |
| 44 | Нея              | город   | ↘7816     | город Нея                       |
| 45 | Номжа            | посёлок | ↘570      | Номженское сельское поселение   |
| 46 | Обелево          | деревня | ↗3        | Солтановское сельское поселение |
| 47 | Оленево          | деревня | →0        | Кужбальское сельское поселение  |
| 48 | Ольховка         | деревня | ↗1        | Кужбальское сельское поселение  |
| 49 | Палкино          | деревня | ↘4        | Кужбальское сельское поселение  |
| 50 | Папино           | деревня | ↗2        | Солтановское сельское поселение |
| 51 | Перстово         | деревня | ↘2        | Солтановское сельское поселение |
| 52 | Петрятино        | деревня | ↗66       | Кужбальское сельское поселение  |
| 53 | Потрусово        | деревня | ↗1        | Тотомицкое сельское поселение   |
| 54 | Починок          | деревня | ↗8        | Михалёвское сельское поселение  |
| 55 | Пустошка         | деревня | ↗1        | Солтановское сельское поселение |
| 56 | Пустынь          | деревня | →0        | Кужбальское сельское поселение  |
| 57 | Раменье          | деревня | →0        | Кужбальское сельское поселение  |
| 58 | Солтаново        | село    | ↗221      | Солтановское сельское поселение |
| 59 | Старово          | деревня | ↗9        | Солтановское сельское поселение |
| 60 | Стрелица         | деревня | ↗2        | Солтановское сельское поселение |
| 61 | Суршино          | деревня | ↗20       | Михалёвское сельское поселение  |
| 62 | Тотомица         | посёлок | ↗593      | Тотомицкое сельское поселение   |
| 63 | Уржум            | деревня | ↗78       | Коткишевское сельское поселение |
| 64 | Фатьяново        | деревня | ↗26       | Солтановское сельское поселение |
| 65 | Федяково         | деревня | ↗6        | Коткишевское сельское поселение |
| 66 | Фуфайки          | деревня | ↘2        | Кужбальское сельское поселение  |
| 67 | Школьный         | посёлок | ↗136      | Кужбальское сельское поселение  |

Упразднённые населенные пункты
- 2001 год — поселки Даровица, Медвежка, Северный Тотомицкого сельсовета и деревня Елькино Солтановского сельсовета[27].
- 2024 год — деревни Авксентьево, Базеево, Грибово, Нестерово, Новая Деревня, Ревякино, Тимофеево, Филатово и село Никитское.
- 2025 год — деревни Болотово, Борисово, Волково, Демидово, Кузнецово, Лаврово, Максаково, Малая Пасьма, Ново-Вожеровка, Пантелеево, Пастники, Погорелка, Погост, Починок, Пыжово, Свинкино, Сивцево, Тарачеево и посёлок Пашня.

## Экономика
В районе выращивают рожь, овёс, пшеницу, картофель. Разводят крупный рогатый скот, свиней.

## Транспорт
Через район проходят железная дорога «Буй—Котельнич» и строящаяся федеральная трасса «Екатеринбург — Санкт-Петербург».
Узкоколейная железная дорога Бельниковского торфопредприятия находится в посёлке Номжа.

## Культура
Известные люди:
Чичагов Василий Яковлевич (11.03.1726 г. село Старово Костромской губернии - 4.04.1809 г. Санкт-Петербург) - адмирал.
Любимов Исидор Евстигнеевич (13.05.1882  род. в с. Старищево, Кужбальского уезда Костромской губернии - 21.11.1937 умер (расстрелян) в г. Москва) - профессиональный революционер, государственный деятель, в последние годы исполнял должность народного комиссара лёгкой промышленности СССР.